# Tracunhaém
Tracunhaém es un municipio brasileño del estado de Pernambuco. El municipio está formado por el distrito sede y por los poblados de Açudinho y Bello Oriente. Tiene una población estimada al 2020 de 13 813 habitantes.
Su nombre aparece en la historia siendo la principal razón por la cual los ibéricos resolvieron partir para la conquista del vasto litoral entre la Pernambuco y el Amapá controlada por anglo-franceses y posteriormente neerlandeses, a través de la masacre de Tracunhaém (uno de los mayores ataques a colonos hechos por nativos que amenazaban el Sudeste de la Capitanía de Itamaracá de la cual el municipio era parte, y también el Nordeste de la entonces capitanía pernambucana y de la propia villa de Olinda - la más rica y próspera de la Brasil Colonial). 
Tracunhaém se destaca en el estado de Pernambuco siendo reconocida como la ciudad turística de la artesanía en barro, cientos de artesanos y artistas que usando su conocimiento y vocación transforman la arcilla en obras de arte o utilitarias.
Además de la cerámica utilitaria, que remonta al periodo colonial, Tracunhaém se destaca por el arte figurativa y decorativa del barro, creando santos, ángeles, bichos y figuras humanas, inspirados en las imágenes del cotidiano, de la cultura popular y la fe religiosa.
Tracunhaém quedó nacionalmente conocida en 1980, en la ocasión de las grabaciones de la novela Coração Alado de la Red Globo, la novela contaba la historia del ceramista y escultor Juca Pitanga, interpretado por el actor Tarcísio Meira, quien vive en la ciudad y se muda a Río de Janeiro inmediatamente en el inicio de la trama al descubrir que Leandro un estafador interpretado por Ney Latorraca, comercializa sus piezas por el doble del precio.

## Historia
Según el Dr. Theodoro Sampaio, su etimología es de origen indígena (tupí-guaraní) y significa: panel de hormiga o “hormiguero”,
Los primeros asentamientos de la región se iniciaron en la primera mitad del siglo XVIII a partir de la explotación del palo-brasil y la ganadería. Diversos ingenios se instalaron en la región, pero no trajeron prosperidad a la localidad. La artesanía en barro se desarrolló gracias a la creatividad de los artesanos y ganó destaque en el municipio. Algunos artistas destacados son: Maria Amélia da Silva, Manuel Gomes da Silva - o Mestre Nuca, Nilson Tavares e Saturnino José Joaquim da Silva Xavier- el Zezinho de Tracunhaém.
Tracunhaém formó parte de Nazaré como distrito en el acta del consejo del gobierno del 18 de julio de 1834. El 20 de diciembre de 1963 la Ley Provincial 4951 creó el municipio de Tracunhaém, emancipandolo de Nazaré da Mata.